# Musée de la Confrérie des Vignerons
Le musée de la Confrérie des Vignerons est un musée consacré à l'histoire de la Confrérie des Vignerons et de la Fête des Vignerons. Il est situé dans la ville vaudoise de Vevey, au bord du Léman, en Suisse. Il est hébergé dans le château de Vevey. Le même bâtiment est également occupé par le Musée historique de Vevey.

## Histoire
Le « château de Vevey » est une maison forte de la fin du XVIe siècle, occupée par les autorités bernoises jusqu'en 1798 avant de devenir un hôtel, puis rachetée par une banque locale. C'est à la fin de la Seconde Guerre mondiale que le musée historique de Vevey s'y installe, suivi quelques années plus tard par la Confrérie des Vignerons. Cette dernière achète le bâtiment en 1986 pour le rénover, s'y installer et y créer son musée au premier étage, le second abritant toujours le Musée historique de Vevey.
Le musée est inscrit comme bien culturel suisse d'importance nationale. En 2007, il a été entièrement rénové afin d'améliorer la présentation des collections.

## Exposition permanente
Le musée présente, outre la salle du conseil de la Confrérie des Vignerons, une exposition permanente avec des maquettes des arènes des fêtes de 1927 à 2019, des costumes, des gravures, des photographies, des objets ainsi que des films (1905-2019), liés aux Fêtes des Vignerons de 1797 à 2019.

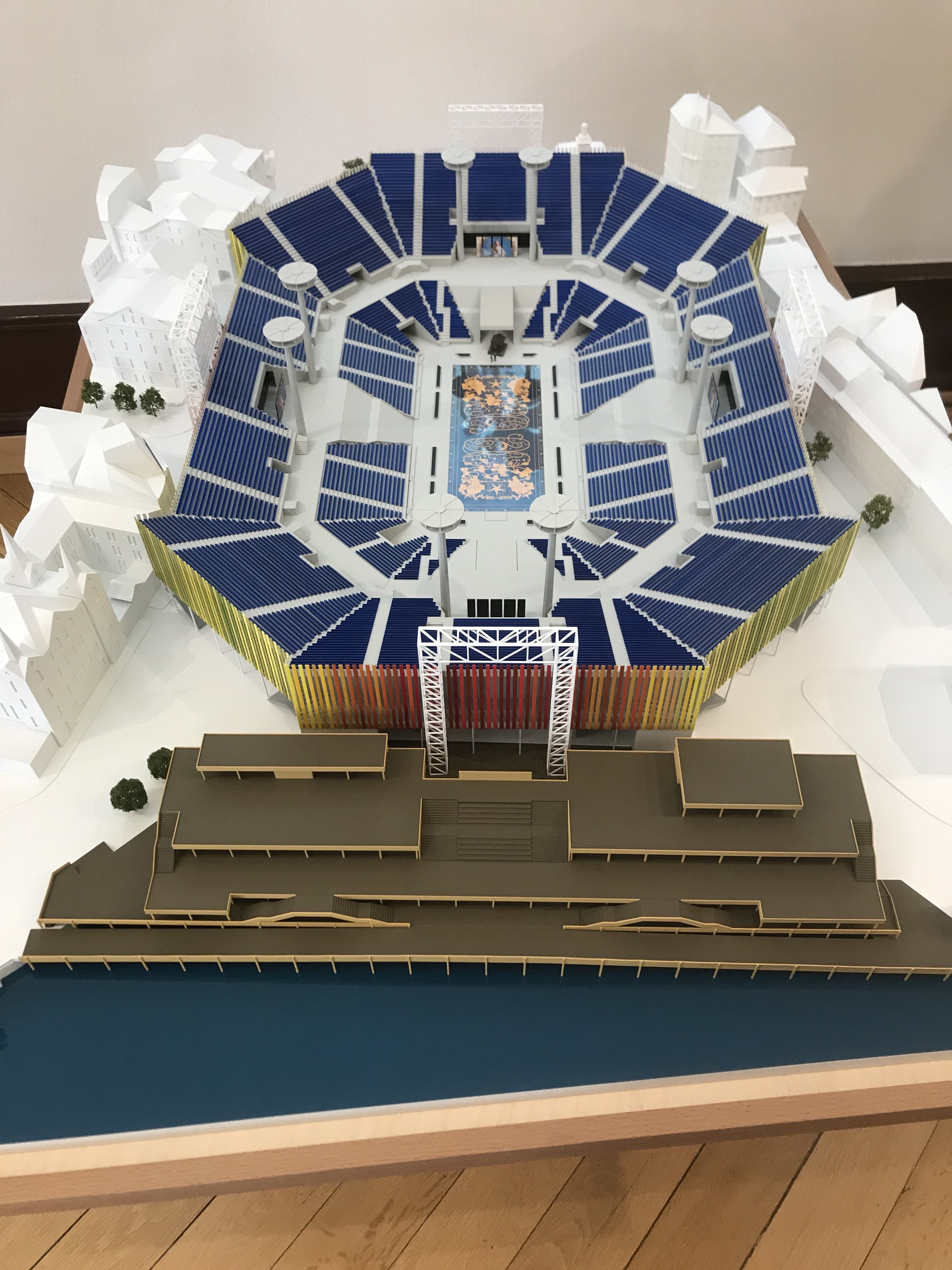
Maquette de l'arêne de la fête de 2019.
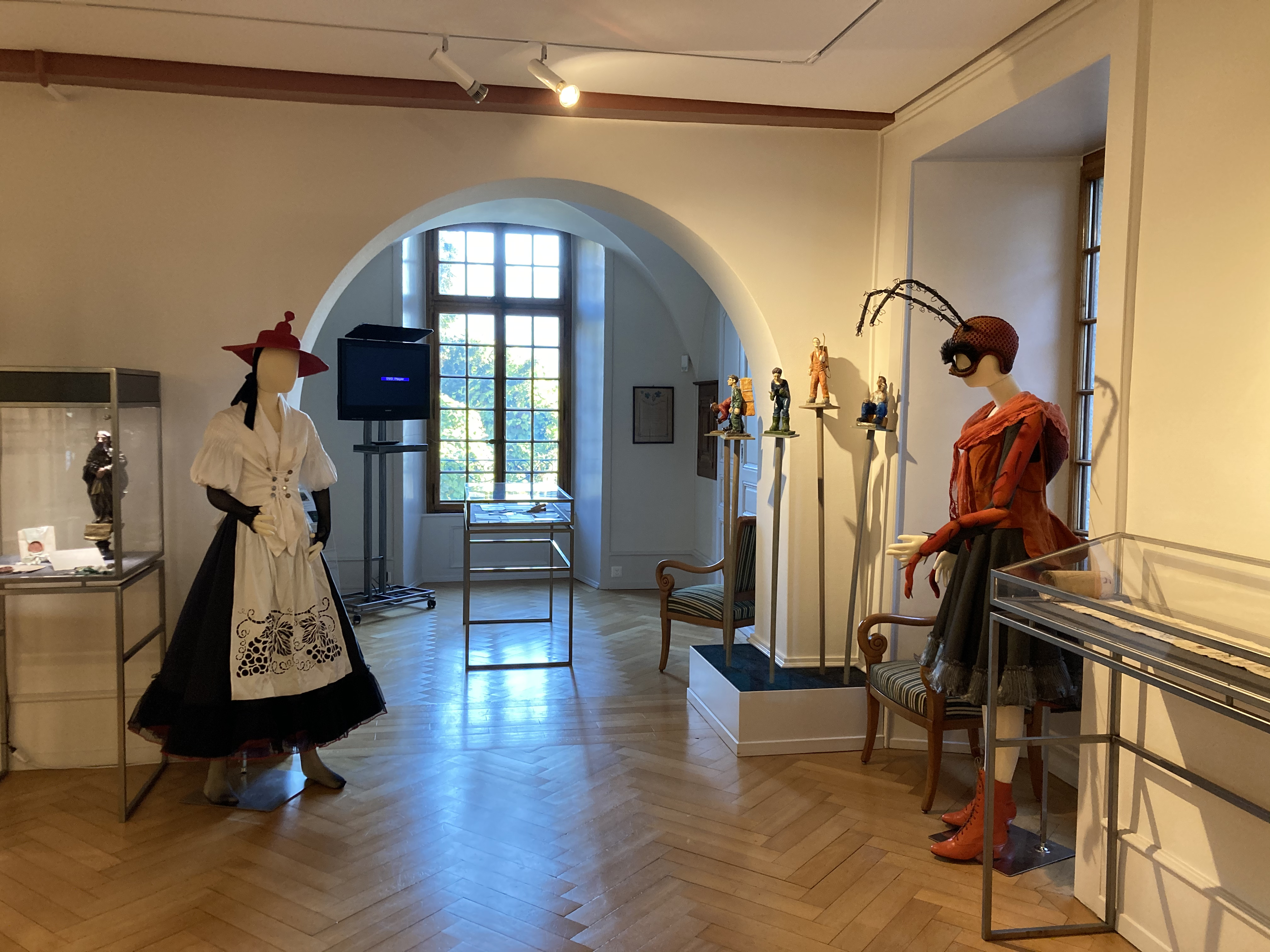
Vue de l'exposition permanente.

## Expositions temporaires
Du 8 septembre 2018 au 30 avril 2019, le musée présente l'exposition Acteurs de la vigne (un regard contemporain) : Photographies d’Adrien Sgandurra. Fruit d’une collaboration entre l’ECAL et la Confrérie des Vignerons, la série d’Adrien Sgandurra nous éclaire sur la technicité du monde viticole actuel en Lavaux et dans le Chablais vaudois.
Depuis le 11 mai 2021, l'exposition temporaire Yeux dans les yeux, parmi les figurants de la Fête des Vignerons 2019 permet de revivre en images et en musiques la Fête des Vignerons de 2019.[réf. nécessaire]